# 格倫埃文 (伊利諾伊州)
格倫埃文（英語：Glen Avon）是位於美國伊利諾伊州麥克萊恩縣的一個非建制地區。該地的面積和人口皆未知。

## 地理
格倫埃文的座標為40°20′46″N 88°35′33″W / 40.34611°N 88.59250°W，而該地的平均海拔高度為236米（即774英尺）。